# Rúben Amorim
Rúben Filipe Marques Amorim (wym. [ˈʁubɛn ɐmuˈɾĩ], ur. 27 stycznia 1985 w Lizbonie) – portugalski trener piłkarski i piłkarz, występujący najczęściej na pozycji defensywnego pomocnika. Uczestnik Mistrzostw Świata 2010 i 2014. Obecny trener Manchesteru United.

## Kariera klubowa
Rúben Amorim jest wychowankiem Benfiki Lizbona. W wieku 13 lat przeniósł się do innego klubu ze stolicy Portugalii – CF Os Belenenses. W pierwszej lidze zadebiutował 14 grudnia 2003 roku w zwycięskim 2:0 spotkaniu z Alvercą. W sezonie 2004/2005 Amorim pełnił rolę rezerwowego, jednak regularnie dostawał szanse gry. Miejsce w podstawowym składzie wywalczył sobie w kolejnych rozgrywkach, w których zanotował 25 ligowych występów i strzelił 3 bramki. Latem 2007 roku, po udanym występie w mistrzostwach Europy juniorów, zainteresowanie Amorimem wyraziło wiele innych klubów, między innymi Benfiki Lizbona, SC Braga, FC Porto, FC Schalke 04, Tottenham Hotspur i Tuluza. Portugalczyk zdecydował się jednak pozostać w Belenenses, dla którego do 2008 roku rozegrał łącznie 96 meczów w lidze portugalskiej.
W kwietniu 2008 roku Amorim podpisał kontrakt z klubem, w którym rozpoczynał swoją piłkarską karierę – Benfiką Lizbona. Dołączył do niego na zasadzie wolnego transferu. W ekipie z Estádio da Luz Portugalczyk miał zastąpić Armando Petita, który odszedł do niemieckiego FC Köln. Latem piłkarską karierę zakończył natomiast inny środkowy pomocnik – Rui Costa. Amorim stał się podstawowym piłkarzem Benfiki, a 23 listopada w meczu z Académicą Coimbra strzelił dla niej swoją pierwszą bramkę. W sezonie 2008/2009 Portugalski pomocnik zajął ze swoim klubem 3. miejsce w ligowej tabeli oraz zdobył Puchar Ligi Portugalskiej. Od początku kolejnych rozgrywek Amorim stał się rezerwowym dla Javiego Garcíi, który trafił do Benfiki przed rozpoczęciem sezonu z Realu Madryt. W sezonie 2012/2013 był wypożyczony do SC Braga. W 2015 wypożyczono go do katarskiego Al-Wakrah SC.
4 kwietnia 2017 roku po ponad roku przerwy jako piłkarz, w wieku 32 lat rozwiązał kontrakt z Benfiką i przeszedł na emeryturę.

## Kariera reprezentacyjna
Amorim ma za sobą 10 występów w reprezentacji Portugalii do lat 21, z którą wziął udział w Mistrzostwach Europy U-21 2007. W 2010 roku został dodatkowo powołany do kadry Portugalii na Mundial w Południowej Afryce. Zastąpił kontuzjowanego na treningu Naniego.

## Kariera trenerska
Krótko po zakończeniu kariery zawodniczej, Amorim zapisał się na zajęcia Lizbońskiego Związku Piłki Nożnej, w celu uzyskania licencji trenerskiej.
Po uzyskaniu odpowiedniej licencji, został trenerem trzecioligowego Casa Pia AC, w sezonie 2018/2019.
4 marca 2020 został trenerem portugalskiego Sporting CP.
1 listopada 2024 roku został ogłoszony nowym menedżerem Manchesteru United, podpisując kontrakt do czerwca 2027 roku z opcją przedłużenia o kolejny rok. Oficjalnie tę funkcję objął 11 listopada. Na ławce trenerskiej Manchesteru United zadebiutował 24 listopada 2024 roku w zremisowanym 1:1 meczu przeciwko Ipswich Town. 19 grudnia 2024 roku Manchester United odpadł w ćwierćfinale Pucharu Ligi, przegrywając 4:3 z Tottenhamem Hotspur. Pierwszymi transferami nowego trenera byli, pozyskani z Arsenalu i Lecce, Ayden Heaven i Patrick Dorgu. 2 marca 2025 roku Czerwone Diabły odpadły w piątej rundzie Pucharu Anglii, przegrywając po rzutach karnych 3:4 (wynik meczu 1:1) z Fulham. 21 maja 2025 roku Manchester United przegrał w finale  Ligi Europy 1:0 z Tottenhamem Hotspur. W Premier League Czerwone Diabły zajęły 15. miejsce mając siedemnastopunktową przewagę nad strefą spadkową.
W letnim okienku transferowym sezonu 2025/26 zakontraktowani zostali: Matheus Cunha, Diego León, Bryan Mbeumo i Benjamin Šeško.

## Statystyki trenerskie
Stan na 17 sierpnia 2025
| Zespół            | Od                | Do                | Statystyka | Statystyka | Statystyka | Statystyka | Statystyka  |
| Zespół            | Od                | Do                | Mecze      | Wygrane    | Remisy     | Przegrane  | % wygranych |
| ----------------- | ----------------- | ----------------- | ---------- | ---------- | ---------- | ---------- | ----------- |
| Casa Pia AC       | 1 lipca 2018      | 7 stycznia 2019   | 4          | 3          | 0          | 1          | 75,00       |
| SC Braga B        | 16 września 2019  | 23 grudnia 2019   | 11         | 8          | 2          | 1          | 72,73       |
| SC Braga          | 23 grudnia 2019   | 4 marca 2020      | 13         | 10         | 1          | 2          | 76,92       |
| Sporting CP       | 4 marca 2020      | 10 listopada 2024 | 231        | 164        | 34         | 33         | 71,00       |
| Manchester United | 11 listopada 2024 | Obecnie           | 43         | 16         | 10         | 17         | 37,21       |
| Łącznie           | Łącznie           | Łącznie           | 302        | 201        | 47         | 54         | 66,56       |

## Osiągnięcia

### Zawodnik[19]
Benfica
- Mistrzostwo Portugalii: 2009/10, 2013/14, 2014/15
- Puchar Portugalii: 2013/14
- Puchar Ligi Portugalskiej: 2008/09, 2009/10, 2010/11, 2013/14, 2014/15
- Superpuchar Portugalii: 2014

Braga
- Puchar Portugalii: 2012/13

### Trener[20]
Braga
- Puchar Portugalii: 2019/20

Sporting
- Mistrzostwo Portugalii: 2020/21, 2023/24
- Puchar Ligi Portugalskiej: 2020/21, 2021/22
- Superpuchar Portugalii: 2021